# Logiciel social
Un logiciel social ou logiciel relationnel est un système logiciel facilitant la communication de groupe, la construction et la solidification de liens sociaux, le travail collaboratif, le jeu à plusieurs, la création collective, organisés autour des outils de l'internet.
Sur l'internet, toute une génération d'outils aident les gens à communiquer et collaborer rapidement et efficacement :
- Agrégateur de nouvelles et fil RSS
- Blogue
- Bulletin board system (BBS)
- Courrier électronique
- Dialogue en ligne
- GDSS (aide à la prise de décision collective)
- FOAF (friend of a friend)
- Jeu en ligne massivement multijoueur
- Messagerie instantanée
- Partage de signets
- Réseau social
- Réseau social d'entreprise
- Voix sur IP
- Wiki

Les conversations peuvent se tenir en temps réel ou de manière asynchrone. Les relations peuvent être aussi simples que des « contacts » ou peuvent être plus subtiles.
À la différence des outils traditionnels de collaboration et des autres outils de gestion de connaissance généralement fondés sur des règles définies (logiciel de groupe, flux de travaux et catégories), ces logiciels s'adaptent aux exigences de l'individu. Les personnes forment des groupes de manière flexible et construisent la structure à la volée.
Ces modes de communication utilisent beaucoup de liens. Cela rend les personnes et l'information plus faciles à retrouver. Et rend possible le traçage du réseau de connexions entre les gens et les idées.
Selon IDC, le marché des logiciels sociaux devrait suivre une croissance annuelle de 33 % et s'établir à 1 863 milliards de dollars en 2014.